# Lubrizol
Lubrizol Corporation est une société de l'industrie chimique américaine créée en 1928 sous le nom de « Graphite Oil Products Company » à Cleveland (Ohio). Ses premiers produits sont un lubrifiant au graphite et son applicateur pour les premières automobiles. 
En 1929, la société change de nom et devient « The Lubri-Graph Corporation ». Elle déménage à Wickliffe (Ohio) en 1931 puis en 1934 se rebaptise « The Lubri-Zol Corporation ». Le nom devient enfin « Lubrizol » en 1943.
Elle appartient depuis 2011 à la holding « Berkshire Hathaway » de Warren Buffett.
La société est cotée en bourse (Bourse de New York) depuis les années 1960 et son siège social est basé à Wickliffe. En 2019, l'entreprise dispose d'un réseau international de sites de production mais aussi de laboratoires dans vingt-sept pays, et des bureaux de vente dans plus de cent pays dont la moitié hors Amérique du Nord.
Lubrizol, initialement spécialisé dans des produits à destination de l'automobile s'est ensuite principalement développé dans le domaine de la chimie fine et des biotechnologies (avec en 1979 dix millions de dollars investis dans Genentech. En 1982, Lubrizol Corp possède 18 % des actions en circulation de Genentech.) ; elle est actuellement composée de trois divisions : 
1. Lubrizol Additives, spécialisée dans les additifs pour huiles moteurs/transmissions dans le domaine du transport, les additifs et fluides de lubrification industrielle, additifs pour essence et carburant diesel. (En 2014, deux usines alimentent principalement ce segment (80 %) aux États-Unis et en France[6],[7]) ;
2. Advanced Materials, qui fournit des additifs et bases (polymères, etc.) pour divers produits de consommation courante, dont cosmétiques, boissons et aliments[6], mais aussi spécialités pharmaceutiques, peintures. Ce segment fournit aussi des polymères de performance[7] ;

Le catalogue de l'entreprise contient une gamme de plus de 12 000 produits, dont des additifs pour lubrifiants et carburants, pour applications industrielles, ainsi que de très nombreuses autres spécialités chimiques.

## Produits, R&D
Jusqu'à la fin des années 1960, Lubrizol s'est concentré sur des produits rendant les moteurs plus résistants face à l'usure, à la corrosion et à l'encrassement, en rendant donc ces moteurs plus efficients et résistants.
Dans les années 1980, la société a continué à créer de nouveaux additifs pour les huiles destinées au travail des métaux, pour les graisses d'essieux et d'engrenages industriels, pour les fluides hydrauliques de transmission « couvrant toutes les applications sur route et hors route » (secteurs miniers, agricole, de la construction, etc.) ; pour les huiles de moteur (véhicules routiers, navires, aéronefs, etc.), pour les turbines, pour les huiles de compresseurs, pour les huiles de boîte de vitesses, etc. Lubrizol produit une large gamme d'additifs pour les carburants tels que le fioul, l'essence, le kérosène, le diesel, le Biofuel, le fioul domestique et les fiouls lourds industriels et de la marine. Lubrizol a aussi une gamme d'additifs pour fluides hydrauliques spéciaux tels que fluides de fracturation, de forage, de cimentation, destinés à l'extraction d'hydrocarbures fossiles ; un marché mondial évalué au début des années 2010 à vingt milliards de dollars (seize milliards d'euros) par an, en raison de l'explosion du nombre des forages de gaz de schiste aux États-Unis, et car les forages pétrogaziers sont de plus en plus complexes et profonds), ainsi que des molécules modifiant ou contrôlant la viscosité. 
Lubrizol a notamment breveté l'utilisation de phosphates ou d'un cocktail de phosphates et d'une amine comme additif de fluide de forage/fracturation,.
Lubrizol depuis les années 1980 produit aussi une gamme d'émulsifiants pour explosifs (ADEX). Ces émulsifiants dits PIBSA (polyisobutylene succinic anhydride)-based emulsifiers) à base de polyisobutylène succinique anhydride) rendent les explosifs beaucoup moins instables lors du stockage et plus fiables au moment de l'explosion. Ces émulsifiants peuvent être utilisés dans des mélangeurs à jet, des broyeurs à broches ou à colloïdes. Ils peuvent contenir des microbilles ou chimiquement générer des microbulles de gaz. Ils sont à utiliser seuls ou en mélange. Ils sont vendus prêts à l'emploi ou concentrés (et alors à diluer par le client).

Lubrizol propose aussi des agents de réticulation qui rendent l’émulsion rigide ou au contraire caoutchouteuse, permettant à un explosif liquide ou pâteux coulé dans un trou de forage, un trou fracturé ou un trou en hauteur de se figer ou se bloquer dans le trou, renforçant la puissance de l'explosion. Grâce à des usines ou entrepôts dispersées dans le monde (dix-sept pays en 2019), Lubrizol affirme offrir des prix plus bas, et de meilleurs délais, et selon l'entreprise (2019) « Pour de nombreux clients », ses « entrepôts intermédiaires » et « installations de stockage en vrac offrent le luxe de dessiner des produits selon les besoins ».
En parallèle Lubrizol s'est développé dans le domaine des biotechnologies, de l’agroalimentaire et des produits chimiques de spécialité, bien au-delà du secteur des transports.
Via son réseau de laboratoires, l'entreprise a mis au point de nombreux produits : en 2011, Lubrizol détenait environ 1 600 brevets.

## Historique
Selon le site de l’entreprise, l'entreprise est créée en 1928 par Frank A. Nason et son fils Francis A. « Alex » Nason, avec Thomas W. James et ses frères Kent H. Smith, Vincent K. Smith et A. Kelvin Smith :
- en 1928, deux étudiants de la School of Applied Science, Alex Nason et Kelvin Smith, se rencontrent à l'University Club of Cleveland. Nason évoque son idée de développement d'un nouveau lubrifiant. Smith fonde alors avec Nason et quelques proches la Graphite Oil Products Company ;
- en 1929, l'entreprise est rebaptisée « Lubri-Graph Corporation » avec la mise sur le marché du Lubri-Zol Concentrate ;
- en 1934, « Lubri-Graph » change pour « Lubri-Zol Corporation », reflet de sa meilleure vente ;
- en 1940, Lubri-Zol Corporation perd son tiret pour Lubrizol ;
- en 1953, Lubrizol s'installe à Rouen (France) (première usine dans ce pays) ;
- en 1969, Lubrizol achète trente-deux hectares et fait construire une usine proche du Havre à Oudalle ;
- en 1973, Lubrizol achète R.O. Hull & Company, Inc. ;
- en 1979, Lubrizol investit dix millions de $ dans Genetech ;
- en 1980, Lubrizol vend R.O. Hull & Company, Inc. à McGean Chemical Co. de Cleveland ;
- en 1981, Lubrizol investit dans Altus Corp., Zikonix Corp. et dans SIGCO Research ;
- en 1985, Lubrizol achète Agrigenetics Corporation de Boulder, Colorado ;
- en 1989, Lubrizol lance avec sa filiale anglaise et trois agences gouvernementales de l'URSS une nouvelle joint-venture SoLub Product Application Laboratory ;
- en 1990, Lubrizol vend à Roche Holdings sa participation dans Genetech ;
- en 1997, Lubrizol achète Gateway Additive Company et Hyrolec Management. Ltd. ;
- en 2000, Lubrizol achète à Alox Metalworking Additives ses activités et ROSS Chem Inc. ;
- en 2003, Lubrizol achète à BASF des activités issues de The Dow Chemical Company pour le soin puis des activités à Avecia ;
- en 2004 (3 juin), Lubrizol achève l'achat de Noveon International, Inc. pour un montant en espèces de 920 millions de dollars EU, en prenant en charge une dette de 920 millions de dollars EU[13]. Cette initiative, entre autres marque la volonté de Lubrizol de s'étendre hors de son activité de création et production d’additifs pour créer un deuxième secteur d’activité (Lubrizol Advanced Materials) qui va produire diverses familles de produits chimiques industriels pour les emballages, les peintures et les textiles, ainsi que des produits chimiques pour les soins personnels tels que les lotions et les shampoings, ou encore des ingrédients chimiques pour de nombreux plastiques et autres polymères techniques, outre des produits destinés aux marchés des dispositifs médicaux et des produits pharmaceutiques[3],[14],[15],[16]
- en 2004, Lubrizol procède à l'achat pour 140 millions de $ de deux entreprises : le secteur « lubrifiants pour la réfrigération » de Croda International Plc. et le segment additifs pour le travail du métal de Lockhart Chemical Company ;
- en 2011 (14 mars) Berkshire Hathaway annonce qu'elle s'apprête à acheter Lubrizol (pour 9,7 milliards de dollars américains en espèces)[17],[18]. L'achat s'est fait quelques semaines à peine après qu'un haut dirigeant de Berkshire (David Sokol) ait fait un pari majeur sur le cours des actions avec son propre argent[19]. Cet accord a été finalisé en septembre 2011[20]. En 2011, Lubrizol finalise aussi l'achat de Lipotec SA et achète le segment Cosmétiques (Personal Care) de Nalco Holding Company (pour 166 millions de $)[21] ; 
 le 16 septembre 2011, Berkshire Hathaway Inc. annonce l’achat de The Lubrizol Corporation qui devient sa filiale à 100 % ;
- en 2014, Lubrizol a racheté (en décembre) les activités de chimie de synthèse et de fluides de forage de Weatherford International dans le cadre d'une transaction évaluée à 825 millions de dollars EU[22]. Cela a abouti à la création du troisième secteur d'activité de la société, « Lubrizol Oilfield Solutions »[22] ; cette année-là, Lubrizol achète aussi Warwick Chemicals et achève l'achat de Vesta Inc. ;
- en 2015, le 16 septembre, Lubrizol achète EcoQuimica (Industria e Comercio Produtos Quimica Ltda.) ;
- en 2017 (février), la société a annoncé qu'elle avait supprimé son secteur d'activité Exploitation des champs pétrolifères après avoir perdu 365 millions de dollars EU[23] ; et un mois plus tard (mars), elle prenait la majorité du capital de Lubrizol India Private Ltd (sa joint-venture indienne avec Indian Oil Corp.[24].

Dans les années 2000, Lubrizol a diversifié ses activités, via un plan d'investissement échelonné sur dix ans, lancé en 2010. Ce plan visait à accroître sa capacité mondiale de production d'additifs, avec notamment une nouvelle usine à Zhuhai (Chine), mise en service  en 2013. La société a aussi élargi son segment biotechnologique avec l’annonce d’un investissement de soixante millions de dollars pour l’extension de ses usines de fabrication de polymères et d'excipients.

## Filiales et sites de production
- Lubrizol Do Brasil Aditivos LTDA : sites de Belford Roxo, Paulínia
- Lubrizol Specialty Chemicals Manufacturing Co Ltd. (Shanghai) : site de Zhuhai
- Lubrizol Deutschland GmbH : site de Hambourg
- Lubrizol France : usines d'Oudalle (1969), Mourenx (1991), Rouen (1954-2019) et bureaux à La Défense
- Lubrizol Japan Limited : site de Kinuura
- Lubrizol Korea : site de Séoul
- Lubrizol Ltd : sites de Hazelwood, Huddersfield

Lubrizol United States : sites de Avon Lake, Brecksville, Calvert City, Painesville, Wickliffe

## Présence en France

### Informations commerciales et financières
La société « Lubrizol France » est en activité depuis le 11 octobre 1954.
Elle est dirigée d'avril 2012 à février 2020 par Frédéric Henry, qui est remplacé à cette date par Isabelle Striga, précédemment directrice générale. Son chiffre d'affaires (2017) était de 1 163 415 900 €, pour un résultat de 119 470 000 € (en 2017).
Son effectif moyen annuel est de 695 salariés (2017).
Lubrizol France en 2014 se disait être le premier exportateur de Normandie. Cette filiale dispose de trois sites industriels de production basés à :
- Rouen (Seine-Maritime, 1er site historiquement en France, depuis 1954, où l’on fabriquait (donnée 2014) principalement des additifs pour lubrifiant (dont des dispersants pour huile moteur de dernière génération HDI et TDI, ou par exemple des gels pour peintures (livrés à Lubrizol Advanced Materials))[6] ;
- au Havre[6] (Seine-Maritime) ;
- à Mourenx[6] (Pyrénées-Atlantiques).

### Usine de Rouen
Cette usine qui appartient à la filiale « Lubrizol France » de Lubrizol est la première du groupe à avoir produit hors des États-Unis. Créée en 1954, elle est la 1re filiale étrangère de Lubrizol, avec (en 2014 un effectif de 500 personnes et un chiffre d'affaires de 800 millions d’euros). Début 2019, l'entreprise a déposé une demande d'autorisation d'extension (de 1 598 tonnes) de ses capacités de stockage de substances dangereuses dans la partie de l'usine située sur la commune de Rouen.
Situation, dessertes
Les quatorze hectares de l'usine sont situés au cœur d’une zone industrielle et portuaire (port fluvial ; Grand port maritime de Rouen) construite dans une boucle de la vallée de la Seine, au Sud-Ouest de Rouen, à cheval sur deux communes (Rouen et Petit-Quevilly). Elle est desservie par la voie rapide Sud III et les quais de Seine. Il s'y trouve des bureaux administratifs, des unités de production dotées d’une salle de contrôle, des zones de stockage de matières premières et de produits finis en vrac ou en conditionnements, et une zone de livraison de matières premières et de produits finis. Les voies ferrées situées dans le périmètre du PPRT ne sont pas gérées par RFF mais par le Grand port maritime de Rouen. Une aire d'accueil pour les gens du voyage est présente en limite du périmètre, enclavée entre Lubrizol, Pier Seine et CB Premix.
Production
Ce site produit des additifs de lubrifiants de moteurs industriels et de véhicules, des additifs pour carburants ainsi que pour l’industrie des revêtements de surface, à partir de composés chimiques dont la liste n'est pas révélée au public pour des raisons de sûreté.
Risques, classement de l'usine de Rouen
Ce site industriel est classé au titre des risques pour l’environnement et la santé selon la directive Seveso seuil haut avec servitudes ; toute activité sur ce site est soumise à autorisation de l’administration (avec contrôles inopinés possibles par les services de l’État). L’État impose pour son fonctionnement, l'établissement d'un plan de prévention des risques technologiques prévisibles (PPRT) soumis à enquête publique, un arrêté  préfectoral d’exploitation révisable tous les cinq ans et divers autres arrêtés dits complémentaires
Jusqu'en 2009, l’usine de Rouen était selon la Directive Seveso classée au niveau « seuil bas », mais des études toxicologiques et écotoxicologiques imposées par le Règlement européen Reach (Enregistrement, évaluation et autorisation des produits chimiques) en 2009 ont relevé le classement au « seuil haut » conformément à la réglementation sur les produits dangereux qui a évolué et non en raison de changements de produits ou de mode de fabrication.
Dans un rayon de moins de 10 à 5 km figurent plusieurs zones d'habitats de grand intérêt écologique. Le site est certifié ISO 9002 (en 1991), puis ISO 9001 (en 2003) puis ISO 14001 (en 1997).
Structuration de l'usine
Les unités de production d'« antioxydants, dites « Atelier 120, 121 et 123 » disposent d’un stock de pentasulfure de phosphore (384 t de capacité en 2014), d’une zone de production d’acide dithiophosphorique (U120), et d’une unité de production de 50 000 t/an de dialkyldithiophosphate de zinc (U121/123)
Les unités de production DA-PIBSA et dispersants disposent :
- d'une unité d’alkylation DA-PIBSA (capacité de 20 000 t/an)[6] ;
- d'une unité de production de dispersants (capacité de 25 500 t/an)[6].

Des unités « Calcium 8 » dites « Ca8 » (capacité de 3 000 t/an)
Des unités de mélange, conditionnement (enfûtage), stockage (d’alcools et Ca8 notamment) pour livraison de produits finis à partir d’une zone de préparation des commandes, et d’une zone de chargement des produits conditionnés.
En complément, outre des bureaux administratifs, des équipements industriels sont destinés à la protection de l’air (traitement des gaz résiduels de l’usine (par oxydation thermique, SHNa, Socrématic et brûlage en torchère. 

De même pour le traitement des eaux de procédé utilisées par l'usine : une unité de prétraitement utilise l'ultrafiltration et une station d’épuration complète le dispositif. 

Figurent aussi des unités de fluide thermique, et une tour de refroidissement (dispersion d’eau dans un flux d’air).
L'exploitant, sur la base d'un étude de dangers en vue de prévenir les accidents majeurs et de limiter leurs conséquences pour l'homme et l'environnement.

## Accidents industriels
- En 1975 et 1989, deux incidents (similaires à celui qui surviendra en 2013) se traduisent par l'émission de mercaptans.
- Le 16 avril 2003, un incendie endommage les installations de l'usine d'Oudalle, sans faire de victime[35].
- Le 21 janvier 2013, un incident se produit à l'usine Lubrizol située à Rouen (Seine-Maritime) : la décomposition chimique d'un bac de dialkyldithiophosphate de zinc (sigle ZDP)[36] se traduit par l'émission d'un nuage de gaz composés d'un cocktail de mercaptans (probablement dominé par l'isopropylmercaptan[37]), dont l'odeur était perceptible bien au-delà du site rouennais[38] par plusieurs centaines de milliers de personnes, le panache allant du sud de Londres à la région parisienne[39],[40] (« Des plaintes de riverains invoquant de mauvaises odeurs, des maux de tête ou des nausées ont ainsi été recueillies par les centres antipoison et de toxicovigilance (CAPTV) et Air normand entre le 21 et le 22 janvier »[37]). 
L’étude de danger avait modélisé le risque de décomposition du dialkyldithiophosphate de zinc, risque également pris en compte dans l’élaboration du PPRT : selon cette modélisation l’H2S peut être émis (hautement toxique avec des effets mortels ou irréversibles au-delà de certains seuils, seuils non atteints dans l’environnement lors de l’évènement du 21 janvier). Cette décomposition est aussi source de grandes quantités de mercaptans, gaz réputés peu toxiques mais dont le seuil olfactif est très bas (dix mille fois inférieur aux concentrations atteintes dans l’air ce jour-là). Les gênes ou maux de tête liés à ce type d'évènement n’ont pas été intégrés dans le PPRT, mais doivent l’être dans les plans d’urgence (PPI…). Après analyse de l'accident, des mesures correctives ont été soumises au CODERST (mai 2013) puis imposées à l’usine via un arrêté préfectoral (juin 2013). Ces mesures sont : un meilleur suivi de la température des bacs d’ajustage, de nouveaux systèmes automatiques de sécurité, une analyse des besoins en agitation et réfrigération des bacs (décalorifugeage, nouveaux moyens de réfrigération…), de nouveaux outils de suivi du process, de fabrication et d’alarme, un processus amélioré de réponse en cas de décomposition, l'amélioration du système de mesure des mercaptans dans la cheminée et enfin le redimensionnement du système traitant les rejets dans l’air en cas de décomposition. La mise en place de ces mesures a été vérifiée par la DREAL les 11 et 12 juin 2013[6]. Le panache invisible mais odorant de mercaptans a été rétrospectivement modélisé (publication 2015)[37].
- Le 3 septembre 2019, un incendie s'est déclaré dans l'usine Lubrizol, à Oudalle, près du Havre (Seine-Maritime). 50 pompiers et 12 engins ont été mobilisés[41].
- Le 26 septembre 2019, des explosions et un incendie (accident majeur) se déclare vers 2 h 40 dans les zones de stockage de l'usine de Rouen[42]. Les autorités déclenchent le confinement de la population dans un rayon de 500 m autour de l'usine[43], ferment préventivement des établissements scolaires des communes environnantes, puis recommandent de ne pas avoir de contacts directs avec les suies, de ne pas manger les récoltes et les produits alimentaires exposés[44]. En raison des conditions météorologiques, le panache de fumée toxique a formé un nuage noir et lourd qui est resté relativement concentré à basse altitude sur une vingtaine de kilomètres de long et d'environ 6 km, localement rabattu au sol par le vent et la pluie. Ce panache s'est ensuite peu à peu dispersé vers le nord-est, porté par un vent venu du sud-ouest. Il a touché le pays de Bray puis a traversé les Hauts-de-France en se dirigeant vers la Belgique. En raison de la pluie, des dépôts de suies et d'hydrocarbures ont eu lieu. Plusieurs zones humides et la Seine elle-même ont été polluées, avec des conséquences probables pour la faune aquatique et la biodiversité des zones concernées. En décembre 2019, le redémarrage partiel de l'activité est autorisé sur le site de Lubrizol par les autorités, avec la réouverture d'une deuxième unité en juillet 2020[45]. Et ce, alors même que des travaux de remédiation causent des nuisances olfactives à l'ensemble des riverains à proximité.[réf. nécessaire]

- En juin 2021, un incendie ravage une usine aux États-Unis[46].
- 2022 : Lubrizol Oudalle (76) Mardi 22 février 2022 fuite de produit chimique Alarmes déclenchées pas de victime [47]